# 망누스 페테르손
스티그 망누스 페테르손(스웨덴어: Stig Magnus Petersson, 1975년 6월 17일~)은 스웨덴의 양궁 선수이다. 올림픽에 4회 참가했고 1996년 하계 올림픽에서 남자 개인전 은메달을 획득했다. 또한 세계 선수권 대회에서 은메달 1개, 유럽 선수권 대회에서 금메달 1개를 획득했다.